# Acraea andromacha
Acraea andromacha là một loài bướm ngày thuộc họ Nymphalidae. Nó được tìm thấy ở Úc, New Guinea và quần đảo bao quanh. Chi tiết ở phần phân loài.
Sải cánh dài khoảng 60 mm.
Ấu trùng ăn các loài Adenia heterophylla, Passiflora cinnabarina, Passiflora herbertiana, Passiflora foetida, Passiflora mollissima, Passiflora suberosa, Passiflora subpeltata, Hybanthus aurantiacus và Hybanthus enneaspermus.

## Phụ loài
- Acraea andromacha andromacha (Biển Timor, miền bắc Australia tới New South Wales)
- Acraea andromacha sanderi (Papua, New Guinea)
- Acraea andromacha oenome (Quần đảo vùng bờ biển đông nam Papua)

## Hình ảnh

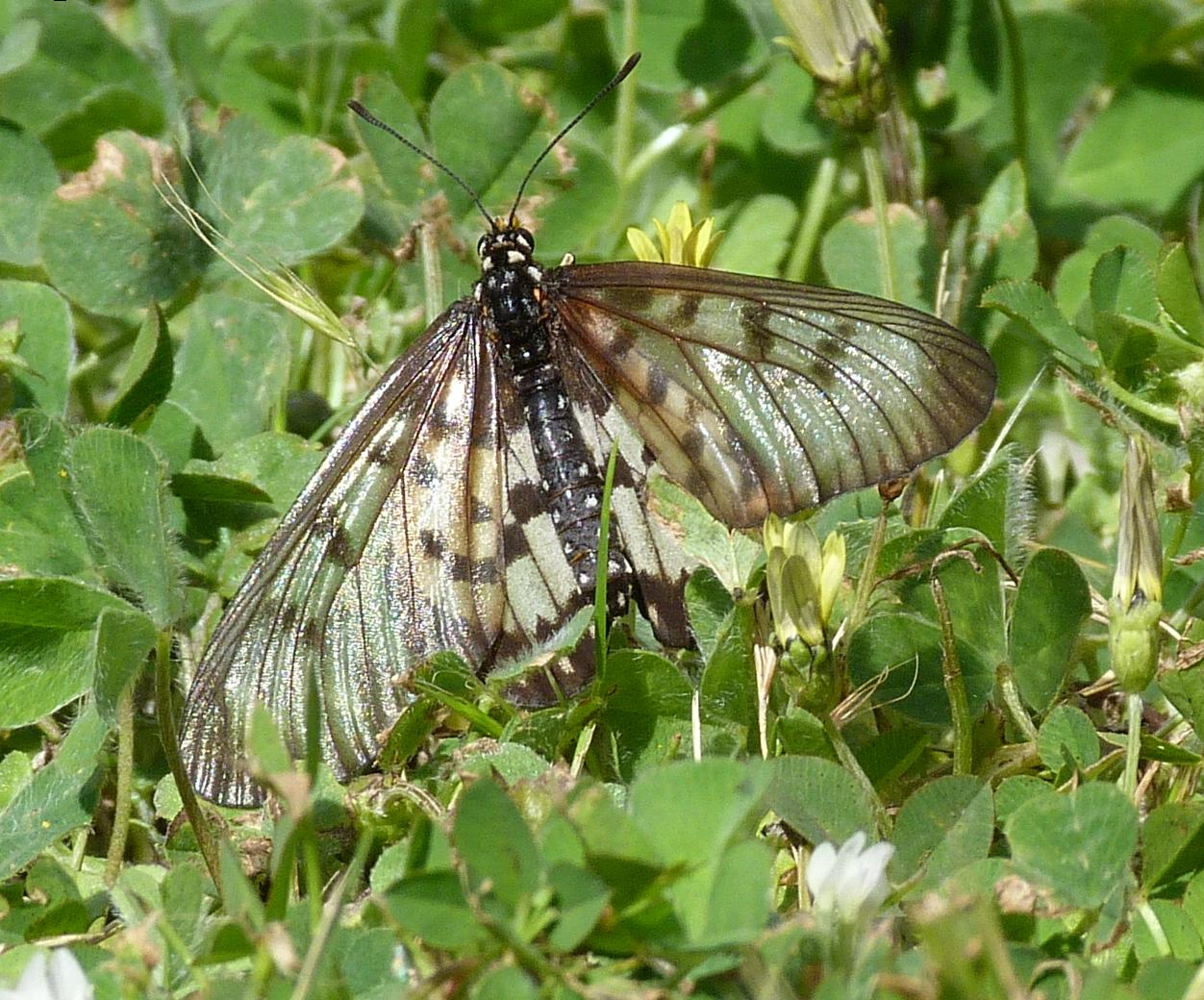
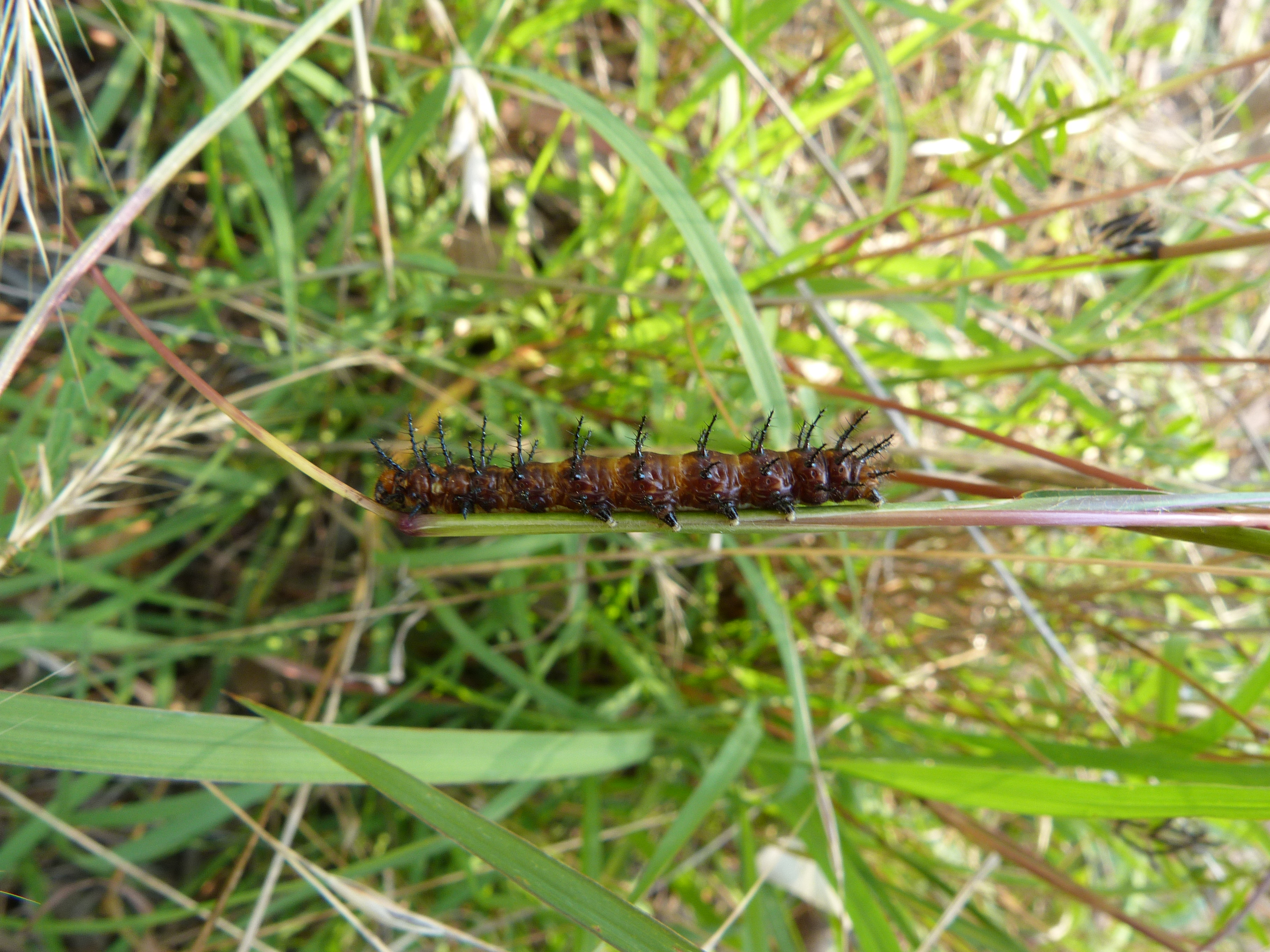